# Лучший футболист Болгарии в XX веке
Лучший футболист Болгарии в XX веке (болг. Най-добър футболист на България за 20 век) — болгарская футбольная премия, лауреата которой выбирали в 1999 году из числа всех известнейших болгарских футболистов XX века. Автором идеи выступила газета «Нощен труд». Церемония вручения премии состоялась в Национальном дворце культуры в Софии 25 марта 1999 года.
Выбор футболиста проводился по трём номинациям: по мнению футбольных специалистов, по мнению болгарских знаменитостей и по мнению футбольных фанатов. Во всех трёх номинациях безоговорочную победу одержал Георгий Аспарухов (1943—1971), которому было присвоено это звание посмертно.

## Опрос среди специалистов
Около 400 футболистов, футбольных тренеров и журналистов приняли участие в официальном опросе. По итогам опроса выявились 10 лучших игроков:
| Место | Имя               | Голоса |
| ----- | ----------------- | ------ |
| 1     | Георгий Аспарухов | 3398   |
| 2     | Христо Стоичков   | 3325   |
| 3     | Христо Бонев      | 1664   |
| 4     | Димитр Якимов     | 1578   |
| 5     | Красимир Балаков  | 1408   |
| 6     | Никола Котков     | 818    |
| 7     | Иван Колев        | 764    |
| 8     | Димитр Пенев      | 730    |
| 9     | Эмил Костадинов   | 643    |
| 10    | Наско Сираков     | 575    |

## Опрос среди знаменитостей
79 тысяч болгарских актёров, певцов, музыкантов и других знаменитостей приняли участие в опросе. По итогам опроса были выявлены два кандидата — Георгий Аспарухов и Христо Стоичков. Первый одержал победу в этом голосовании.
| Место | Имя               | Голоса |
| ----- | ----------------- | ------ |
| 1     | Георгий Аспарухов | 725    |
| 2     | Христо Стоичков   | 581    |

## Опрос среди фанатов
Дополнительно организаторы провели опрос среди фанатов: в газетах публиковались специальные анкеты-купоны, которые заполнялись фанатами и высылались организаторам. В итоге было отобрано 5 тысяч фанатов с наиболее интересными анкетами, и эти 5 тысяч человек выбрали 10 лучших игроков:
| Место | Имя               | Голоса |
| ----- | ----------------- | ------ |
| 1     | Георгий Аспарухов | 18 535 |
| 2     | Христо Стоичков   | 16 532 |
| 3     | Димитр Якимов     | 9810   |
| 4     | Никола Котков     | 9416   |
| 5     | Красимир Балаков  | 7582   |
| 6     | Христо Бонев      | 6964   |
| 7     | Георгий Соколов   | 5316   |
| 8     | Наско Сираков     | 5301   |
| 9     | Борислав Михайлов | 4212   |
| 10    | Эмил Костадинов   | 4160   |

## Критика
Победа Георгия Аспарухова, игрока «Левски», вызвала массовое возмущение софийских «армейцев». Те в знак протеста не пришли на церемонию вручения наград: единственным представителем клуба, попавшим в десятку лучших, был только Димитр Якимов. Ещё больше нареканий вызвал опрос среди фанатов: организаторы не объяснили, каким образом выбирались участники фанатского голосования, да и само сравнение игроков разных эпох казалось многим нелепым.